# Дерябкина, Анна Ивановна
Анна Ивановна Дерябкина (1916 — июнь 1942, Севастополь, Крымская АССР) - советская патриотка, работница рыбного завода. После подхода врага к Севастополю, окончив курсы медсестёр вышла на передовую. В одном бою вынесла 7 раненых. Секретарь Балаклавского городского совета. Погибла в июне 1942 года.

## Биография
Родилась в 1916 году. Русская, из рабочих. Член ВКП(б) с 1940 года. Проживала в Балаклаве, по улице Красноармейская, 17. Работница консервного завода в Балаклаве. Во время обороны Севастополя окончила курсы медсестер.
Оборону Балаклавы держали бойцы 2-й стрелковой дивизии 3-го формирования, позднее переформированной в 109-ю стрелковую дивизию Приморской армии, её 456-й стрелковый полк, командир полковник Г. А. Рубцов был сформирован из пограничников.
Линия фронта проходила практически в городской черте Балаклавы. Не будучи бойцами РККА, под огнем противника Дерябкина и комсомолка Харитонская стали выносить с поля боя раненых. Анна Ивановна Дерябкина с 1 января 1942 года вынесла из-под огня врага 7 раненых, двадцати пяти оказала помощь и была удостоена ордена Красной Звезды и медали «За отвагу». К апрелю 1942 года - секретарь Балаклавского городского совета. Погибла в июне 1942 года во время третьего штурма Севастополя.

## Награды
- Грамота Верховного совета КрАССР за боевые заслуги.
- Орден Красной Звезды (25.03.1942)
- Медаль «За отвагу» (1942)[1].

## Память
Занесена в Книгу памяти Севастополя.

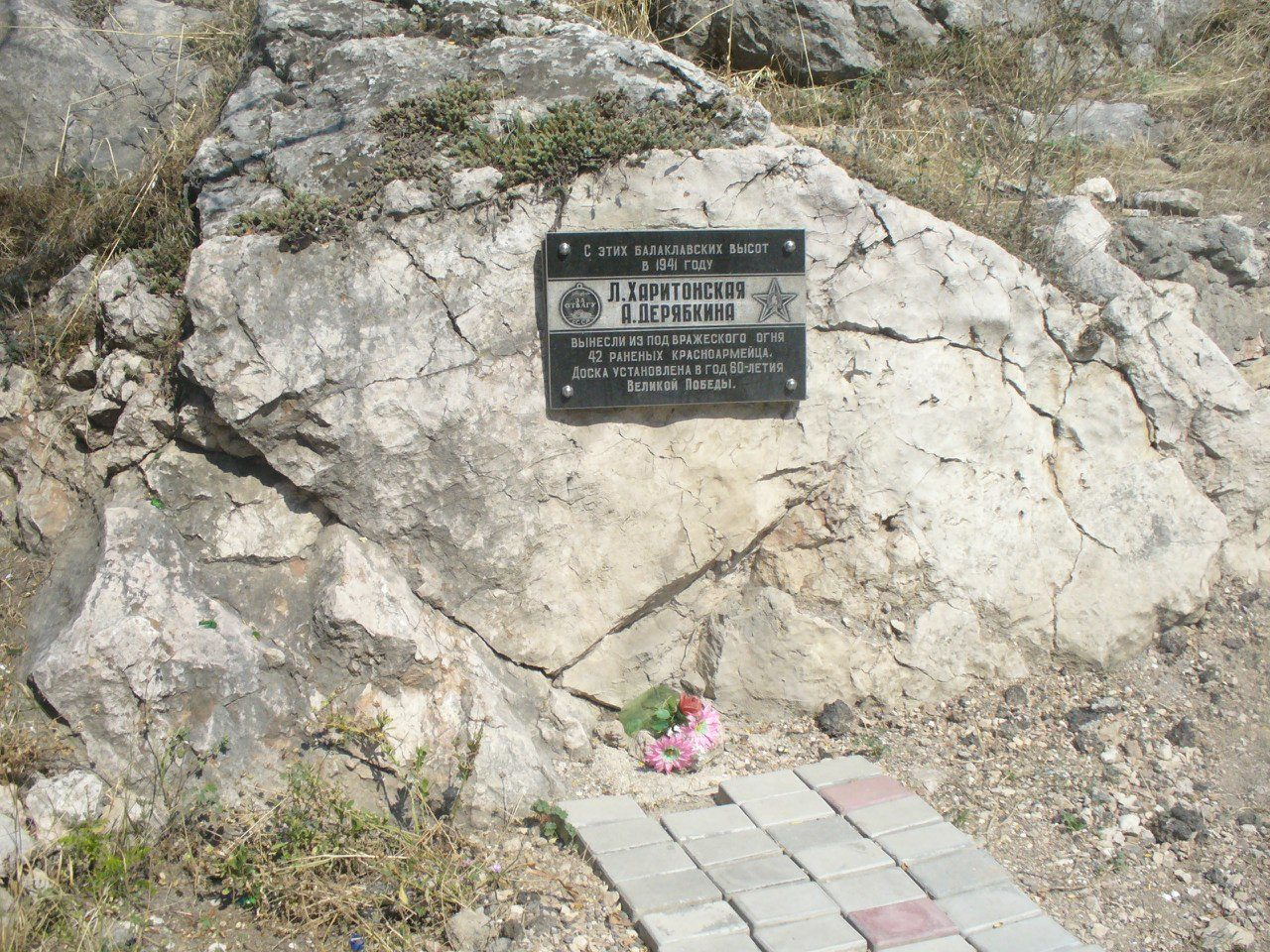
Памятная доска в честь медсестер А. И. Дерябкиной и Л. А. Харитонской в Балаклаве

В Балаклаве, на улице Калича, у подножия высоты 212, установлена мемориальная доска в память о подвиге двух балаклавских женщин — Анны Ивановны Дерябкиной и Любови Антоновны Харитонской. Мемориальная надпись "С этих Балаклавских высот в 1941 году Л. Харитонская А. Дерябкина вынесли из под вражеского огня 42 раненых красноармейца. Доска установлена в год 60-летия Великой Победы".
В 2005 году Балаклавский клуб любителей истории выступил с инициативой увековечить имена патриоток. Была проведена работа по сбору исторического материала. Установка мемориальной доски осуществлена на средства Балаклавского рудоуправления им. Горького. Она изготовлена скульптором В. Е. Сухановым. Была благоустроена прилегающая территория. В торжественной церемонии открытия в декабре 2005 года участвовали ветераны Великой Отечественной войны, старожилы Балаклавы, представители районной госадминистрации и районного совета, юнармейцы школы N 30, военный оркестр пограничников.

## Примечание
1. 1 2  Дерябкина Анна Ивановна. ОБД Память народа. Министерство обороны РФ (2024). Дата обращения: 13 июля 2024. Архивировано 13 июля 2024 года.
2. 1 2  Шавшин В. Г. Балаклава. Исторические очерки. — Симферополь: Бизнес Порт, 2016. — 296 с. — ISBN 978-5-9908593-8-8.
3. ↑  История одной дивизии (2-я стрелковая дивизия). Дата обращения: 11 декабря 2013. Архивировано 6 апреля 2015 года.
4. ↑  Памятная доска в честь медсестер А. И. Дерябкиной и Л. А. Харитонской. Онлайн-каталог Памятники Крыма. МЕЖРЕГИОНАЛЬНАЯ ОБЩЕСТВЕННАЯ ОРГАНИЗАЦИЯ "СОХРАНЕНИЕ ИСТОРИКО-КУЛЬТУРНОГО НАСЛЕДИЯ КРЫМА И СЕВАСТОПОЛЯ" (2024). Дата обращения: 13 июля 2024. Архивировано 13 июля 2024 года.
5. ↑  В память о подвиге // Слава Севастополя : газета. — 2005. — 13 декабрь. Архивировано 13 июля 2024 года.